# ناوانگاما
ناوانگاما (به لاتین: Navangama) یک منطقهٔ مسکونی در سری‌لانکا است که در استان مرکزی (سری‌لانکا) واقع شده‌است.